# Ai Ueda
Ai Ueda (en japonés: 上田藍, Ueda Ai; Kioto, 26 de octubre de 1983) es una deportista japonesa que compite en triatlón y duatlón.
Ganó una medalla de bronce en el Campeonato Mundial de Triatlón de 2016 y diez medallas en el Campeonato Asiático de Triatlón entre los años 2006 y 2021. En los Juegos Asiáticos consiguió tres medallas, en los años 2006 y 2014.
En duatlón obtuvo seis medallas en el Campeonato Mundial de Duatlón entre los años 2013 y 2023. Además, consiguió una medalla de plata en los Juegos Mundiales de 2022.

## Palmarés internacional
| Campeonato Mundial  | Campeonato Mundial        | Campeonato Mundial | Campeonato Mundial |
| Año                 | Lugar                     | Medalla            | Prueba             |
| ------------------- | ------------------------- | ------------------ | ------------------ |
| 2016                | Cozumel (México)          | Medalla de bronce  | Individual         |
| Juegos Asiáticos    |                           |                    |                    |
| Año                 | Lugar                     | Medalla            | Prueba             |
| 2006                | Doha (Catar)              | Medalla de plata   | Individual         |
| 2014                | Incheon (Corea del Sur)   | Medalla de oro     | Individual         |
| 2014                | Incheon (Corea del Sur)   | Medalla de oro     | Relevo mixto       |
| Campeonato Asiático |                           |                    |                    |
| Año                 | Lugar                     | Medalla            | Prueba             |
| 2006                | Jiayuguan (China)         | Medalla de oro     | Individual         |
| 2007                | Tongyeong (Corea del Sur) | Medalla de plata   | Individual         |
| 2008                | Cantón (China)            | Medalla de oro     | Individual         |
| 2009                | Incheon (Corea del Sur)   | Medalla de plata   | Individual         |
| 2012                | Tateyama (Japón)          | Medalla de bronce  | Individual         |
| 2015                | Nueva Taipéi (Taiwán)     | Medalla de oro     | Individual         |
| 2015                | Nueva Taipéi (Taiwán)     | Medalla de oro     | Relevo mixto       |
| 2016                | Hatsukaichi (Japón)       | Medalla de oro     | Individual         |
| 2019                | Gyeongju (Corea del Sur)  | Medalla de oro     | Individual         |
| 2021                | Hatsukaichi (Japón)       | Medalla de bronce  | Individual         |

| Campeonato Mundial | Campeonato Mundial    | Campeonato Mundial | Campeonato Mundial |
| Año                | Lugar                 | Medalla            | Prueba             |
| ------------------ | --------------------- | ------------------ | ------------------ |
| 2013               | Cali (Colombia)       | Medalla de oro     | Individual         |
| 2015               | Adelaida (Australia)  | Medalla de plata   | Individual         |
| 2018               | Fionia (Dinamarca)    | Medalla de plata   | Individual         |
| 2021               | Avilés (España)       | Medalla de plata   | Individual         |
| 2022               | Târgu Mureș (Rumania) | Medalla de bronce  | Individual         |
| 2023               | Ibiza (España)        | Medalla de bronce  | Individual         |